# Stefan Horvath (Schriftsteller)
Stefan Horvath (* 12. November 1949 in Oberwart) ist ein österreichischer Schriftsteller.

## Leben
Stefan Horvath wurde in einer Romasiedlung in Oberwart geboren. Die Siedlung wurde von der Gemeinde für den Bau des städtischen Krankenhauses, in welchem Horvath bis zu seiner Pensionierung im Jahr 2011 arbeitete, aufgelöst.
Er besuchte die Volksschule in seiner Geburtsstadt. Als erster Roma durfte er auch die dortige Hauptschule besuchen. Nach seiner Schulpflicht arbeitete er von 1964 bis 1982 als Hilfsarbeiter für diverse Baufirmen in Wien und Umgebung, wurde von 1983 bis 1989 Vorarbeiter bei einer Baufirma und kam bis in den Betriebsrat.
Von 1989 bis 1994 war er als Polier bei einer anderen Baufirma angestellt.
In der Nacht vom 4. auf den 5. Februar 1995 übte der österreichische Briefbombenattentäter Franz Fuchs einen Anschlag mit einer Rohrbombe aus. Dabei wurden Peter Sárközi, der Sohn von Horvath, Josef Simon sowie Ervin und Karl Horvath getötet. Sie hatten versucht, eine an der Bombe befestigte Plakette mit einer rassistischen Beschimpfung („Roma zurück nach Indien“) zu entfernen. Dieses Erlebnis nahm ihn so mit, dass er unter schweren Schlafstörungen und seelischen Problemen litt. Danach begann seine schriftstellerische Tätigkeit.
Seit 1995 arbeitet Horvath außerdem als Reinigungskraft am Oberwarter Krankenhaus. Er ist verheiratet und lebt noch immer in der früheren Romasiedlung.
Aus dem Schmerz über den Verlust seines Sohnes heraus begann Horvath zu schreiben.
In seinem Buch „Ich war nicht in Auschwitz“ beschreibt er aus fiktiven sowie mündlich weitergegebenen Erzählungen und Gedichten einen Appell an die Menschheit, Geschehenes nicht vergessen zu lassen. Er tut dies vor allem als Nachkomme von KZ-Opfern und als Angehöriger eines Terror-Opfers. Das Buch wurde von Kindern illustriert, welche durch die Bilder zum Ausdruck bringen, was sie unter „KZ“ (Konzentrationslager) verstehen.
Zwölf Jahre nach dem Anschlag brachte er das Buch „Katzenstreu“ heraus, in welchem er das Geschehen aus verschiedenen Blickwinkeln schildert. Er wechselt dabei zwischen den Rollen des Täters, des Beobachters und des Opfers.
Horvath arbeitet auch im Zeitzeugenprogramm des österreichischen Unterrichtsministeriums mit und besucht Schulen in ganz Österreich, um von seiner persönlichen Geschichte und von der  Geschichte der Roma in Österreich zu berichten.
2013 wurde Stefan Horvath mit dem damals neu gestifteten Roma-Literaturpreis des Österreichischen PEN ausgezeichnet. 2016 erhielt er zusammen mit Gerhard Scheit den Theodor-Kramer-Preis. 2019 wurde er mit dem Kulturpreis des Landes Burgenland gewürdigt.

## Publikationen
- Ich war nicht in Auschwitz. Erzählungen. edition lex liszt 12, Oberwart 2003, ISBN 3-901757-35-X (Medienkombination).
- Katzenstreu. Erzählung. edition lex liszt 12, Oberwart 2007, ISBN 978-3-901757-51-8.
- Atsinganos. Die Oberwarter Roma und ihre Siedlungen. edition lex liszt 12, Oberwart 2013, ISBN 978-3-99016-004-6.

## Film
- Peter Wagner (Regie): Stefan Horvath – Zigeuner aus Oberwart. Das Märchen der Musik op. 18. Eros Kadaver Film, Uraufführung Jüdisches Museum Wien 2004.[6]